# Allium pamiricum
Allium pamiricum — вид рослин з родини амарилісових (Amaryllidaceae); поширений в Афганістані й Таджикистані.

## Поширення
Поширений в Афганістані й Таджикистані.